# ۲۸ محرم
۲۸ محرم، بیست و هشتمین روز از ماه محرم در تقویم هجری قمری است.
در تقویم هجری قمری قراردادی این روز بیست و هشتمین روز سال است.

## وقایع
- ۲۲۰ قمری - ورود محمد تقی به بغداد، بنا به درخواست معتصم عباسی